# Leon Chameides
Leon Chameides (ur. 24 czerwca 1935 roku w Katowicach) – amerykański pediatra pochodzenia żydowskiego.
Jest synem ostatniego katowickiego rabina Kalmana Chameidesa. Po inwazji Niemiec na Polskę w 1939 roku, rodzina Chameidesów uciekła na wschód. Po agresji ZSRR na Polskę, osiedlili się w Szczercu w pobliżu Lwowa, gdzie mieszkali rodzice Kalmana.
W czerwcu 1941 roku, po ataku Niemiec na ZSRR, rodzina pozostała w Szczercu. Kalman Chameides został mianowany członkiem wydziału spraw religijnych Rady Żydowskiej w getcie lwowskim. W sierpniu 1942 roku Kalman Chameides spotkał się z metropolitą Andrzejem Szeptyckim, zwierzchnikiem Ukraińskiego Kościoła Unickiego, w celu zabezpieczenia kilkuset zwojów Tory uratowanych przez społeczność żydowską we Lwowie. Szeptycki zgodził się udzielić schronienia Leonowi i jego bratu Herbertowi.
Pod koniec 1942 roku siedmioletni Leon wraz z dwa lata starszym Herbertem zostali przeniesieni ze Szczerca do dwóch oddzielnych klasztorów prowadzonych przez studytów. Tam otrzymali nowe tożsamości, uczono ich języka ukraińskiego oraz modlitw i rytuałów, aby mogli uchodzić za chrześcijańskie dzieci. Leon spędził dwa lata w ukryciu, mieszkając w sierocińcu w Brzuchowicach, zanim przeniósł się do Uniowa, gdzie przebywał z dwoma innymi żydowskimi chłopcami pod opieką brata Danila Temczyny. Jednym z chłopców był przyszły minister spraw zagranicznych Polski Adam Daniel Rotfeld. Na strychu u nauczyciela w tej samej wiosce ukrywał się Roald Hoffman, późniejszy noblista z chemii.
Ojciec Leona zmarł na tyfus 25 grudnia 1942 roku, a matka zginęła w 1943 roku po likwidacji getta lwowskiego. Po zajęciu miasteczka przez Armię Czerwoną w lipcu 1944, wrócił do Lwowa, gdzie ponownie spotkał się z bratem. Dowiedzieli się, że ich rodzice i dziadkowie zginęli podczas okupacji niemieckiej.
Po wojnie, dzięki pomocy rabina Dawida Kahane, opuścił klasztor i zamieszkał z Tolą Wasserman, która otoczyła go opieką. W 1945 roku przeniósł się z nią do zachodniej Polski, a następnie w grudniu tego samego roku wyjechali wraz z Tolą i Herbertem do Anglii, aby zamieszkać z dziadkami ze strony matki. Tolę z czasem traktował jak matkę.
W Anglii Chameides musiał nauczyć się nowego języka i pokonać trudności związane z edukacją. W 1949 roku wyemigrował do Stanów Zjednoczonych, gdzie dzięki wsparciu HIAS i Yeshiva University podjął studia medyczne w Albert Einstein College of Medicine. W 1967 roku przeniósł się do Hartford, gdzie był założycielem i przez 30 lat pełnił funkcję kierownika oddziału kardiologii dziecięcej w Hartford Hospital oraz Connecticut Children’s Medical Center, a przez 10 lat był kierownikiem oddziału pediatrii w Hartford Hospital oraz profesorem klinicznym pediatrii w University of Connecticut School of Medicine.
W 1961 roku ożenił się z Jean, którą poznał w Rochester, gdzie pracowała jako sekretarka na oddziale pediatrii. Mieli dwóch synów i córkę. Jego brat Herbert zmienił nazwisko na Zwi Barnea i po ukończeniu w latach 1958–1966 fizyki w Polytechnic Institute of New York University i studiach z krystalografii na Uniwersytecie w Melbourne w latach 1966–1973 został profesorem fizyki na tym uniwersytecie.
Chameides jest uznawany za prekursora techniki „resuscytacji pediatrycznej”, którą opracował. Opublikował szereg artykułów, był też redaktorem monografii. Jest również autorem książek Strangers in Many Lands: The Story of a Jewish Family in Turbulent Times, oraz redaktorem On the Edge of the Abyss: A Polish Rabbi Speaks to His Community on the Eve of the Shoah, będącej tłumaczeniem kazań i esejów jego ojca jako rabina Katowic.
Leon Chameides wziął 27 czerwca 1989 udział w ceremonii odsłonięcia pomnika w Katowicach, który stanął na placu, gdzie wcześniej znajdowała się synagoga. Wraz z nim do Katowic pojechała jego córka i zięć. Podczas ceremonii Leon odśpiewał modlitwę za zmarłych, a potem spotkał się z ocalałymi członkami gminy. Udało mu się odwiedzić cmentarz i groby swoich pradziadków.